# 物部麻佐良
物部 麻佐良（もののべ の まさら、生没年不詳）は、古墳時代の豪族・物部連の一人。姓は連。

## 概要
『先代旧事本紀』「天孫本紀」に登場する人物。同書によると武烈天皇元年三月二日に大連となる。

### 系譜
「天孫本紀」では、須羽直の女の妹古を妻とし、長子で今木連、屋形連、高岳首の祖・麁鹿火大連公、次子で葛野連の祖・押甲連公、末子で神野入州連の祖・老古連公の三子を伝える。